# Мартинкевич, Феликс Станиславович
Фе́ликс Станисла́вович Мартинке́вич (1 февраля 1920 или 1 марта 1920, Мощёное, Минская губерния — 13 августа 1992) — советский белорусский учёный-экономист; доктор экономических наук (1964), профессор (1965), академик АН Белорусской ССР (1969).

## Биография
Феликс Станиславович Мартинкевич родился 1 марта 1920 года в деревне Мощеное (ныне — Дзержинский район (Минская область)) в крестьянской семье.
Окончив в 1937 году среднюю школу, поступил в Белорусский государственный университет, который окончил в 1946 году, после войны. С 1950 года, окончив аспирантуру Института экономики АН Белорусской ССР, работал в том же институте: старший научный сотрудник, заведующий сектором, заместитель директора по научной работе, в 1964—1980 — директор; после выхода на пенсию — заведующий сектором (1980—1987), советник при дирекции (с 1987) того же института.
Одновременно в 1966—1970 годы преподавал в Белорусском институте народного хозяйства, профессор.

## Научная деятельность
Защитил кандидатскую, докторскую диссертации; профессор, академик АН Белорусской ССР.
Основные направления исследований:
- проблемы развития и размещения производительных сил Белорусской ССР,
- обоснование целесообразных путей развития хозяйственного комплекса республики,
- экономическая эффективность углубления специализации и концентрации сельскохозяйственного производства,
- направления развития и размещения промышленности по переработке сельскохозяйственного сырья,
- научное прогнозирование комплексного использования природных ресурсов и развития производительных сил Белорусского Полесья.

Основные достижения:
- определены закономерности размещения отраслей сельского хозяйства и формирования сельскохозяйственных зон Беларуси,
- разработаны предложения по перспективам развития отраслей народного хозяйства.

Участвовал в работе международных конференций по земельным реформам (Рим, 1966) и продовольственной конференции (Рим, 1974), сессии Европейской экономической комиссии (Женева, 1968, 1970; руководитель делегации Белорусской ССР); был председателем межрегионального семинара ААН по размещению промышленности и региональному развитию (Минск, 1968).
Подготовил 30 кандидатов наук. Автор более 150 научных работ, в том числе монографий.

## Награды
- орден Трудового Красного Знамени (1966),
- медали[1].